# Advance of Zeta: The Flag of Titans
Advance of Zeta: The Flag of Titans (アドバンス・オブ・Z - ティターンズの旗のもとに,?, Adobansu obu Z - Titānzu no hata no moto ni) è un manga scritto da Bin Konno e pubblicato sulla rivista Dengeki Daioh dalla MediaWorks nel 2003 per la creazione di una linea di modellini. Il character design è di Takuya Saito, il mecha design di Kenji Fujioka e le illustrazioni di Tatsu Mizuki. È ambientato nell'Universal Century della saga di Gundam. Inedito in Italia.

## Trama
La storia ha inizio nello 0084 U.C., quando viene formato il corpo speciale dei Titans all'interno dell'esercito della Federazione Terrestre, e narra le vicende di una squadra di piloti collaudatori, i Black Rabbit, durante tutto il corso della guerra di Gryps, raccontata nella serie TV Mobile Suit Z Gundam.